# عباس حکیم‌زاده
عباس حکیم‌زاده دانشجوی پیشین دانشگاه امیرکبیر، عضو پیشین شورای مرکزی انجمن اسلامی دانشگاه امیرکبیر، سردبیر نشریهٔ دانشجویی واژه، دبیر سیاسی دفتر تحکیم وحدت و از زندانیان سیاسی ایرانی است که هم‌اکنون در کالیفرنیا اقامت دارد.
عباس حکیم‌زاده در سال ۱۳۶۱ در مشهد به دنیا آمد، در سال ۱۳۸۱ وارد دانشگاه امیرکبیر شد و در رشتهٔ علوم کامپیوتر دانش‌‌آموخته شد. 
حکیم‌زاده به همراه ۷ دانشجوی دیگر  بازداشت و برای ماه‌ها تحت شکنجهٔ بازجویان برای اعتراف‌های ساخته‌شده قرار گرفته بود. او برای نخستین‌بار در جریان پرونده نشریه‌های جعلی دانشگاه امیرکبیر بازداشت شد و بار دیگر به همراه چندی دیگر از دانشجویان دانشگاه امیر کبیر بازداشت و از سوی قاضی حداد متهم به ارتباط با سازمان مجاهدین خلق شد. 
وی به همراه مهدی مشایخی دیگر دانشجوی بازداشتی امیرکبیر پس از گذراندن ۱۲۰ روز اقامت در انفرادی و ۱۴ روز در بند عمومی روز ۱۷ تیر ۱۳۸۸ آزاد شد.
حکیم‌زاده که از بیماری انحراف ستون فقرات رنج می‌برد در هر سه دور بازداشت خود شاهد شکنجه‌ها و آزارهای مختلف، محرومیت از وکیل و ملاقات با خانواده بوده‌است.